# Харрисон, Брет
Брет Майкл Ха́ррисон (англ. Bret Michael Harrison; род. 6 апреля 1982, Портленд, Орегон, США) — американский актёр и певец. Наиболее известен по главным ролям в таких телесериалах, как «Основа для жизни», «Везунчик Сэм», «Жнец», «Лучшая охрана» и «Клуб жён астронавтов».

## Биография
Харрисон родился в Портленде, штат Орегон. Свою первую роль получил в Региональном театре Хиллсборо в пьесе «Наш городок», где сыграл Джорджа.
Сыграл в нескольких телесериалах и телефильмах. Среди самых известных шоу «Жнец» и «Лучшая охрана», которые были закрыты. Также сыграл второстепенную роль доктора Сидни Миллера в телесериале «V».
Играет на гитаре и поет в инди-рок группе из Лос-Анджелеса «Big Japan» вместе с Адамом Броди, который играет на барабанах.
В 2012 году женился на Лорен Зелман; двое детей.

## Фильмография
| Русское название                    | Оригинальное название             | Год     | Роль                | Примечания                       |
| ----------------------------------- | --------------------------------- | ------- | ------------------- | -------------------------------- |
| Клуб жён астронавтов                | The Astronaut Wives Club          | 2015    | Гордон Купер        | Главная роль; 10 эпизодов        |
| V                                   | V                                 | 2011    | Доктор Сидни Миллер | Второстепенная роль; 6 эпизодов  |
| Лучшая охрана                       | Breaking In                       | 2011–12 | Кэмерон Прайс       | Главная роль; 20 эпизодов        |
| Мальчишник в Новом Орлеане          | Mardi Gras: Spring Break          | 2011    | Скотти Смит         |                                  |
| Жнец                                | Reaper                            | 2007–09 | Сэм Оливер          | Главная роль; 31 эпизод          |
| Игроки                              | Deal                              | 2008    | Алекс Стиллман      |                                  |
| Везунчик Сэм                        | The Loop                          | 2006–07 | Сэм Салливан        | Главная роль; 17 эпизодов        |
| Шоу 70-х                            | That '70s Show                    | 2005    | Чарли Ричардсон     | 5 эпизодов                       |
| Одинокие сердца                     | The O.C.                          | 2004–05 | Дэнни               | 2 эпизода                        |
| Основа для жизни                    | Grounded for Life                 | 2001–05 | Брэд O'Киф          | Второстепенная роль; 65 эпизодов |
| Светлячок                           | Lightning Bug                     | 2004    | Грин Грейвз         |                                  |
| Домашняя охрана                     | Home Security                     | 2003    | Майк                | Короткометражка                  |
| Бостонская школа                    | Boston Public                     | 2003    | Даг Баер            | 1 эпизод                         |
|                                     | Everybody's Doing It              | 2002    | Тревис              |                                  |
| Закон и порядок: Специальный корпус | Law & Order: Special Victims Unit | 2002    | Сэм Каванау         | 1 эпизод                         |
| Страна чудаков                      | Orange County                     | 2002    | Лонни               |                                  |
| ФАКультет                           | Undressed                         | 2000    | Скит                |                                  |
|                                     | A Place Apart                     | 1999    | Уилки               | ТВ фильм                         |